# USS Wisconsin (BB-64)
USS Wisconsin (BB-64) byla bitevní loď amerického námořnictva, postavená během druhé světové války a sloužící až do doby války v Perském zálivu. Je to čtvrtá postavená jednotka třídy Iowa. 

## Stavba

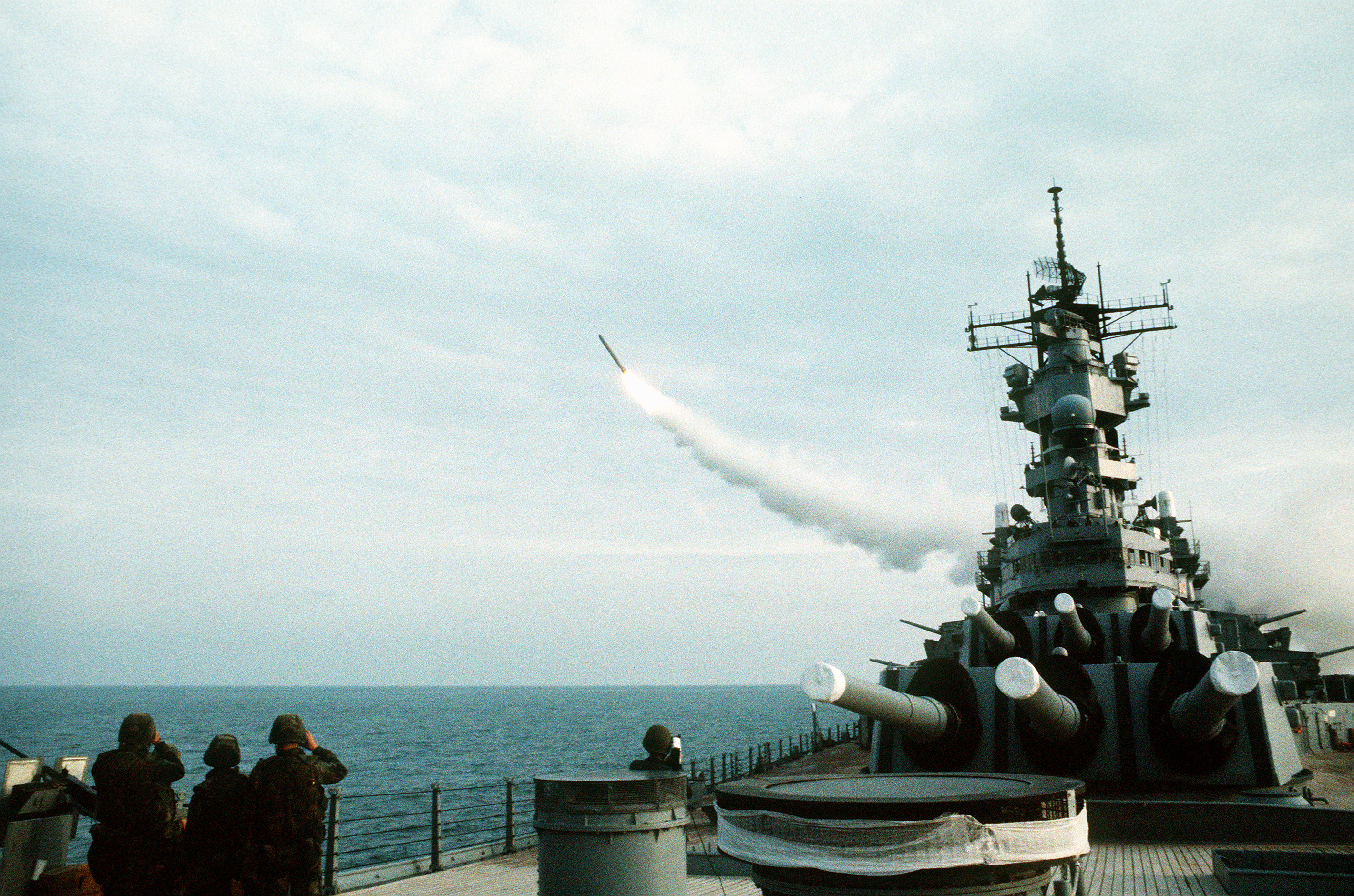
USS Wisconsin odpalující střelu Tomahawk

Kýl lodi byl založen 20. ledna 1941 v loděnici Navy Yard ve Filadelfii. Trup byl spuštěn na vodu 7. prosince 1943. Do služby se loď dostala 16. dubna 1944 a ihned se zapojila do válečných operací.

## Druhá světová válka

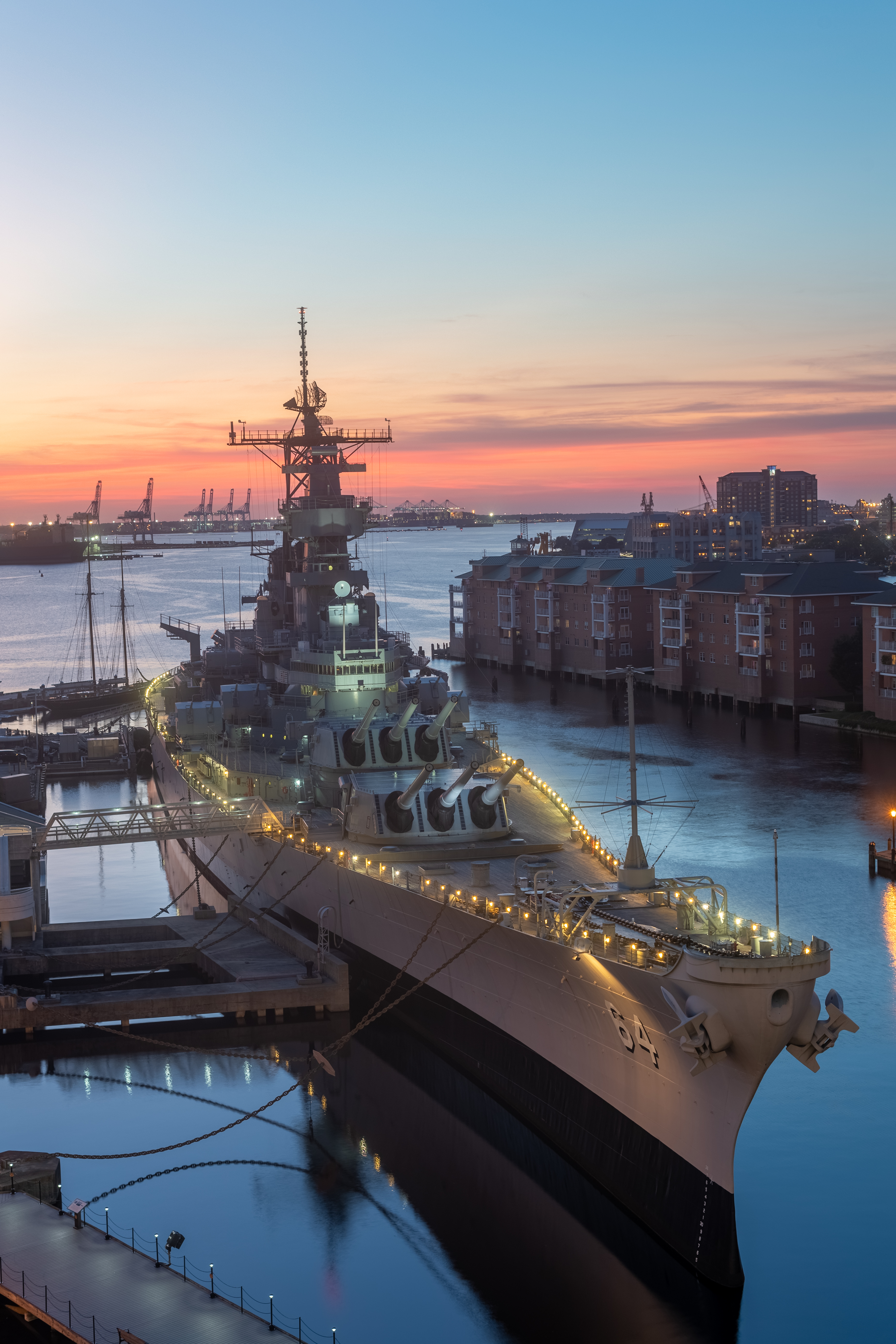
USS Wisconsin v září 2019

V zimě roku 1944 se USS Wisconsin a USS Missouri připojily ke svým sesterským lodím USS Iowa a USS New Jersey, aby společně ostřelovaly japonské průmyslové komplexy na pobřeží ostrova Kjúšú.

## Perský Záliv
Wisconsin a Missouri se zúčastnily války v Perském zálivu. Ve dnech 16. a 17. ledna 1991 zahájily ostřelování nitra území obsazeného iráckými vojsky raketami s plochou dráhou letu Tomahawk. Dne 24. února 1991 začal Wisconsin ostřelovat postavení irácké armády a svojí palbou podporoval útok námořní pěchoty na Kuwait City.

## Definitivní vyřazení
Po návratu od Arabského poloostrova byl do rezervy přesunut i Wisconsin, stalo se tak 3. září 1991. Poté byl Wisconsin celá 90. léta zakotven na námořní základně v Bremertonu. Nakonec byl i Wisconsin uvolněn pro muzejní účely a od 7. prosince kotví v Norfolku ve Virginii. Zde je součástí instituce Hampton Roads Naval Museum.